# Psychomyia usitata
Psychomyia usitata là một loài Trichoptera trong họ Psychomyiidae. Loài này có ở miền Ấn Độ - Mã Lai và miền Cổ bắc.